# Morgan Peak
Der Morgan Peak ist ein rund 1100 m hoher Berg an der Orville-Küste des westantarktischen Ellsworthlands. In den Hauberg Mountains ragt er 5 km nordöstlich des Mount Leek auf. 
Das Advisory Committee on Antarctic Names benannte ihn 1985 nach William Allan Morgan (* 1935), kommandierender Pilot einer Lockheed C-130 Hercules zur Unterstützung der Arbeiten des United States Geological Survey in diesem Gebiet zwischen 1977 und 1978 sowie Kommandeur der Flugstaffel VXE-6 zwischen Mai 1978 und Mai 1979.